# Filo d'aria
Filo d'aria è una novella di Luigi Pirandello, pubblicata per la prima volta nel 1914.

## Trama
La piccola Tittì irrompe di mattina in una stanza buia della sua casa per aprire una vetrata che dà sul balcone. Non ricorda che in questo modo disturberà il nonno, che vi dimora, quasi completamente paralizzato da due anni per un'emorragia cerebrale. Irritato dall'intrusione, il vecchio richiama aspramente la bimba. Da questo momento egli non farà che notare un che d'insolito, come una sorta d'eccitazione, nel comportamento delle persone che lo circondano: quasi che il figlio, la nuora, la nipotina, la servetta Nerina e persino il medico si fossero messi in combutta contro di lui o gli celassero qualcosa. Il nonno passa dall'irritazione alla rabbia e al furore, mentre nessuno vuole o sa spiegargli cosa sta accadendo. Solo nella prima serata un filo d'aria, filtrato dalla porta socchiusa del balcone, gli chiarirà il senso: l'arrivo della bella stagione.

## Analisi

### Stile
Filo d'aria testimonia la definitiva svolta teatrale di Pirandello, per mezzo d'una struttura marcatamente scenica in un testo piuttosto breve. All'unità di tempo, luogo e azione si sommano la rapidità dei dialoghi, l'avvicendarsi dei personaggi, il dinamismo dei loro gesti, e infine una scrittura serrata ed essenziale che, sin dall'incipit, rende l'idea d'una sequenza di fotogrammi cinematografici.

### Tematica
La novella è dominata dal tema del contrasto tra la vita e la morte, accentuato dalla grave invalidità del protagonista che stride con l'inconsueta gaiezza degli altri personaggi. Proprio questa tragica tensione permette al vecchio di percepire la novità: i familiari immersi nella vita non se n'accorgono, mentre egli, ormai prossimo alla fine e già immobilizzato, l'avverte in loro in misura pari alla sua invidia d'emarginato dall'esistenza. Il finale lirico e inatteso non fa che drammatizzare ulteriormente l'angoscia del moribondo.

## Edizioni
- Luigi Pirandello, Novelle per un anno, Prefazione di Corrado Alvaro, Mondadori 1956-1987, 2 volumi. 0001690-7
- Luigi Pirandello, Novelle per un anno, a cura di Mario Costanzo, Prefazione di Giovanni Macchia, I Meridiani, 2 volumi, Arnoldo Mondadori, Milano 1987 EAN: 9788804211921
- Luigi Pirandello, Tutte le novelle, a cura di Lucio Lugnani, Classici Moderni BUR, Milano 2007, 3 volumi.
- Luigi Pirandello, Novelle per un anno, a cura di S. Campailla, Newton Compton, Grandi tascabili economici.I mammut, Roma 2011 Isbn 9788854136601
- Luigi Pirandello, Novelle per un anno, a cura di Pietro Gibellini, Giunti, Firenze 1994, voll. 3.